# Jan Kunčík
Jan Kunčík (* 20. března 1993) je český profesionální tenista. V roce 2010 obsadil 2. místo na Pardubické juniorce. Jeho nejoblíbenější povrch je tvrdý.